# I-League 2020-2021
L'I-League 2020-2021 (nota come Hero I-League per motivi di sponsorizzazione) è stata la quattordicesima edizione della I-League, il campionato professionistico indiano di calcio per club, dalla sua istituzione nel 2007.

## Squadre partecipanti
| Squadra            | Luogo                          | Stadio                                         |
| ------------------ | ------------------------------ | ---------------------------------------------- |
| Aizawl             | Aizawl, Mizoram                | Rajiv Gandhi Stadium                           |
| Chennai City       | Chennai                        | Marina Arena                                   |
| Churchill Brothers | Goa                            | Fatorda Stadium                                |
| Gokulam Kerala     | Kozhikode, Kerala              | Kozhikode EMS Stadium                          |
| Indian Arrows      | Delhi, New Delhi Bambolim, Goa | Ambedkar Stadium GMC Bambolim Athletic Stadium |
| Mohammedan         | Calcutta                       | Sailen Manna Stadium                           |
| NEROCA             | Imphal, Manipur                | Khuman Lampak Main Stadium                     |
| Punjab FC          | Chandigarh                     | Guru Nanak Stadium                             |
| Real Kashmir       | Srinagar, Jammu e Kashmir      | TRC Turf Ground                                |
| Sudeva Delhi       | Nuova Delhi, Delhi             | Ambedkar Stadium                               |
| TRAU               | Imphal, Manipur                | Khuman Lampak Main Stadium                     |

### Allenatori
| Club               | Allenatore               | Vice-allenatore  |
| ------------------ | ------------------------ | ---------------- |
| Aizawl             | Stanley Rozario          |                  |
| Chennai City       | Satyasagara              |                  |
| Churchill Brothers | Fernando Santiago Varela | Mario Soares     |
| Gokulam Kerala     | Vincenzo Alberto Annese  | Sushanth Mathew  |
| Indian Arrows      | Shanmugam Venkatesh      | Mahesh Gawli     |
| Mohammedan Kolkata | Jose Hevia               | Crispin Chettri  |
| NEROCA             | Gift Raikhan             | Tomba Singh      |
| RoundGlass Punjab  | Curtis Fleming           | Floyd Pinto      |
| Real Kashmir       | David Robertson          | Jimmy Lindsay    |
| Sudeva Delhi       | Chencho Dorji            | Pushpender Kundu |
| TRAU               | Nandakumar Singh         | KH. Surmani      |

## Giocatori stranieri
Si possono tesserare massimo 3 giocatori stranieri e 1 giocatore asiatico per squadra. Indian Arrows non può tesserare giocatori stranieri in quanto è la squadra di sviluppo della Federazione calcistica indiana. Il Sudeva per la prima stagione schiererà una squadra tutta indiana.
| Squadra            | Giocatore 1           | Giocatore 2      | Giocatore 3      | Giocatore asiatico |
| ------------------ | --------------------- | ---------------- | ---------------- | ------------------ |
| Aizawl             | Alfred Jaryan         | Princewill Emeka | Richard Kasagga  |                    |
| Chennai City       | Vladimir Molerović    | Demir Avdić      | Elvedin Škrijelj | Iqbal Hussain      |
| Churchill Brothers | Clayvin Zúñiga        | Bazie Armand     | Luka Majcen      | Hamza Kheir        |
| Gokulam Kerala     | Mohamed Awal          | Dennis Antwi     | Philip Adjah     | Šarif Muchammad    |
| Mohammedan         | Kingsley Obumneme     | Mohammed Fatau   | Raphael Onwrebe  | Jamal Bhuyan       |
| NEROCA             | Varney Kallon         | Nathaniel García | Judah García     |                    |
| RoundGlass Punjab  | Chencho Gyeltshen     | Danilo Quipapá   | Joseba Beitia    | Kiran Chemjong     |
| Real Kashmir       | Aser Pierrick Dipanda | Mason Robertson  | Lukman Adefemi   | Zohib Islam Amiri  |
| TRAU               | Joseph Olaleye        | Helder Lobato    | Paulo Marcelo    | Komron Tursunov    |

In grassetto: i giocatori che hanno almeno una presenza con la propria nazionale.

## Classifica
|                  | Pos. | Squadra            | Pt | G  | V | N | P | GF | GS | DR  |
| ---------------- | ---- | ------------------ | -- | -- | - | - | - | -- | -- | --- |
| India (bandiera) | 1.   | Churchill Brothers | 22 | 10 | 6 | 4 | 0 | 15 | 6  | +9  |
|                  | 2.   | Punjab FC          | 18 | 10 | 5 | 3 | 2 | 12 | 7  | +5  |
|                  | 3.   | Real Kashmir       | 17 | 10 | 4 | 5 | 1 | 18 | 9  | +9  |
|                  | 4.   | Gokulam Kerala     | 16 | 10 | 5 | 1 | 4 | 20 | 14 | +6  |
|                  | 5.   | TRAU               | 16 | 10 | 4 | 4 | 2 | 17 | 13 | +4  |
|                  | 6.   | Mohammedan         | 16 | 10 | 4 | 4 | 2 | 8  | 7  | +1  |
|                  | 7.   | Aizawl             | 15 | 10 | 4 | 3 | 3 | 13 | 8  | +5  |
|                  | 8.   | Sudeva Delhi       | 9  | 10 | 2 | 3 | 5 | 11 | 11 | 0   |
|                  | 9.   | Chennai City       | 9  | 10 | 3 | 0 | 7 | 6  | 18 | -12 |
|                  | 10.  | NEROCA             | 8  | 10 | 2 | 2 | 6 | 13 | 15 | -2  |
|                  | 11.  | Indian Arrows      | 4  | 10 | 1 | 1 | 8 | 6  | 31 | -25 |

### Play-Offs Championship
|                  | Pos. | Squadra            | Pt | G  | V | N | P | GF | GS | DR  |
| ---------------- | ---- | ------------------ | -- | -- | - | - | - | -- | -- | --- |
| India (bandiera) | 1.   | Gokulam Kerala     | 29 | 15 | 9 | 2 | 4 | 31 | 17 | +14 |
|                  | 2.   | Churchill Brothers | 29 | 15 | 8 | 5 | 2 | 22 | 17 | +5  |
|                  | 3.   | TRAU               | 26 | 15 | 7 | 5 | 3 | 27 | 19 | +8  |
|                  | 4.   | Punjab FC          | 22 | 15 | 6 | 4 | 5 | 18 | 15 | +3  |
|                  | 5.   | Real Kashmir       | 21 | 15 | 5 | 6 | 4 | 23 | 17 | +6  |
|                  | 6.   | Mohammedan         | 20 | 15 | 5 | 5 | 5 | 17 | 19 | -2  |

### Gruppo Retrocessione
|  | Pos. | Squadra       | Pt | G  | V | N | P  | GF | GS | DR  |
|  | ---- | ------------- | -- | -- | - | - | -- | -- | -- | --- |
|  | 1.   | Aizawl        | 24 | 14 | 7 | 3 | 4  | 20 | 12 | +8  |
|  | 2.   | Sudeva Delhi  | 18 | 14 | 5 | 3 | 6  | 16 | 14 | +2  |
|  | 3.   | Chennai City  | 15 | 14 | 5 | 0 | 9  | 15 | 24 | -9  |
|  | 4.   | Indian Arrows | 10 | 14 | 3 | 1 | 10 | 11 | 38 | -27 |
|  | 5.   | NEROCA        | 8  | 14 | 2 | 2 | 10 | 14 | 22 | -8  |

Sudeva Delhi e Indian Arrows sono esentate dalla retrocessione, in quanto squadre di sviluppo dell'AIFF.
Legenda:

      Campione I-League e ammessa alla fase preliminare della Coppa dell'AFC 2021.
      Ammesse assieme al campione alla fase a eliminazione diretta della Super Cup 2021.
      Ammesse al girone di qualificazione della Super Cup 2021.
      Retrocessa in I-League 2nd Division.

## Statistiche

### Classifica in divenire
|                    | 1ª | 2ª | 3ª | 4ª | 5ª | 6ª | 7ª | 8ª | 9ª | 10ª | 11ª |
| ------------------ | -- | -- | -- | -- | -- | -- | -- | -- | -- | --- | --- |
| Aizawl             | 0  | 0  | 3  | 4  | 7  | 8  | 8  | 9  | 12 | 12  | 14  |
| Chennai City       | 3  | 3  | 3  | 3  | 6  | 6  | 9  | 9  | 9  | 9   | 9   |
| Churchill Brothers | 3  | 4  | 7  | 10 | 11 | 12 | 13 | 13 | 16 | 019 | 22  |
| Gokulam Kerala     | 0  | 3  | 3  | 6  | 7  | 7  | 7  | 10 | 13 | 16  | 16  |
| Indian Arrows      | 0  | 0  | 0  | 1  | 1  | 1  | 1  | 4  | 4  | 4   | 4   |
| Mohammedan         | 3  | 4  | 5  | 6  | 6  | 7  | 10 | 10 | 10 | 13  | 16  |
| NEROCA             | 0  | 1  | 4  | 4  | 4  | 5  | 5  | 5  | 8  | 8   | 0   |
| Real Kashmir       | 1  | 4  | 5  | 5  | 6  | 9  | 10 | 13 | 14 | 17  | 17  |
| RoundGlass Punjab  | 3  | 3  | 3  | 4  | 5  | 8  | 11 | 14 | 15 | 15  | 0   |
| Sudeva Delhi       | 0  | 3  | 4  | 4  | 5  | 8  | 8  | 9  | 9  | 9   | 9   |
| TRAU               | 1  | 2  | 3  | 6  | 7  | 7  | 10 | 10 | 10 | 13  | 16  |